# 朱夫拉省
朱夫拉省（阿拉伯语：الجفرة）是利比亞的一個省，位於該國中部。面積117,410平方公里。2003年人口45,117人。首府胡恩。該省成立於1988年，2001年轄區縮小，2007年又調整範圍。該省境內有石油資源。
1. ↑  . statoids.com.   [27 October 2009]. （原始内容存档于2019-11-21）.